# Tremo
Tremo is een historisch merk van motorfietsen.
De bedrijfsnaam was: Herbert G. Treptau, Berlijn en de merknaam was samengesteld uit Treptau en Motorrad.
Het was een Duits bedrijf dat eencilinders met eigen 308 cc zij- en kopklepmotoren leverde. De productie begon in 1925 maar eindigde al in 1928. Waarschijnlijk was de verandering van de Duitse wetgeving in dat jaar een belangrijke factor: Men mocht vanaf dat moment belastingvrij en zonder rijbewijs met motorfietsen tot 200 cc rijden. Grotere merken zoals BMW en Zündapp konden de overschakeling maken met de BMW R2 en de Zündapp Z 200, maar voor een klein bedrijf als Tremo was dat veel moeilijker. 